# تمثال الملك اللحياني (السعودية)
تمثال الملك اللحياني هو عمل فني نُحت من الحجر الرملي الأحمر، يُمثل أحد الملوك اللحيانيين، ويعود إلى الفترة ما بين القرن الخامس والقرن الثالث قبل الميلاد، يصل ارتفاع التمثال إلى 2.3 متر، ويزن 800 كليو جرام، كما يُبرز النحت عضلات الجذع في البطن والصدر. عُثر عليه في محافظة العُلا شمال المدينة المنورة بالمملكة العربية السعودية، ويعود إلى المدرسة اللحيانية.
يُعرض التمثال الآن بمتحف اللوفر في باريس، ضمن اتفاقية إعارة لمدة خمس سنوات وقعتها الهيئة الملكية لمحافظة العلا مع المتحف.

## نبذة تاريخية
يعود هذا التمثال للفترة اللحيانية التي ازدهرت في النصف الثاني من الألف الأول قبل الميلاد، حين كان موقع دادان الأثري عاصمة لمملكتي دادان ولحيان اللتان تعاقبتا خلال فترة الألف الأولى قبل الميلاد.